# NN-272
La carretera NN‑272 es una vía departamental secundaria ubicada en el noroeste del departamento de Chinandega, en Nicaragua. Con una longitud de 42.7 km, conecta el Empalme a Rodeo Grande en Somotillo con la zona de Valle Monte Frío, atravesando diversas comunidades rurales como El Danto, Valle Los Quesos y El Cortezal. Fue inaugurada en 2024 como parte de los proyectos de infraestructura vial impulsados por el MTI para mejorar el acceso y desarrollo rural.

## Trazado y cruces
La siguiente tabla muestra su recorrido, localidades y principales conexiones:
| km   | Localidad              | Departamento | Conexión / Ruta |
| ---- | ---------------------- | ------------ | --------------- |
| 0.0  | Empalme a Rodeo Grande | Chinandega   |                 |
| 8.5  | El Danto               | Chinandega   |                 |
| 15.3 | Valle Los Quesos       | Chinandega   |                 |
| 28.7 | El Cortezal            | Chinandega   |                 |
| 42.7 | Valle Monte Frío       | Chinandega   |                 |